# Czysteńke
Czysteńke (ukr. Чистеньке, ros. Чистенькое, Czistieńkoje) – wieś na Ukrainie, w Autonomicznej Republice Krymu (de iure stanowiącej integralną część państwa ukraińskiego, w 2014 anektowanej przez Rosję i odtąd funkcjonującej jako Republika Krymu), w rejonie symferopolskim. W 2001 liczyła 4115 mieszkańców, wśród których 245 wskazało jako ojczysty język ukraiński, 3279 rosyjski, 478 krymskotatarski, 12 białoruski, 40 ormiański, 2 gagauski, 27 grecki, 29 inny, a 3 osoby się nie zadeklarowały. Według spisu ludności przeprowadzonego przez okupacyjne władze rosyjskie populacja wsi w 2014 wynosiła 5126, a w 2021 - 5277 osób.